# Ophrysia superciliosa
La quaglia dell'Himalaya (Ophrysia superciliosa ((J.E.Gray, 1846)) è un uccello galliforme della famiglia dei Fasianidi. È l'unica specie nota del genere Ophrysia.

## Descrizione
È una galliforme di piccola taglia, lungo circa 25 cm.

## Distribuzione e habitat
L'areale della specie è ristretto alla regione himalayana dell'Uttaranchal, nell'India nord-occidentale.

## Conservazione
La IUCN Red List classifica Ophrysia superciliosa come specie in pericolo critico di estinzione (Critically Endangered). Nonostante gli ultimi avvistamenti della specie risalgano al 1857, secondo l'IUCN esiste la possibilità che popolazioni sopravvivano in aree remote difficilmente raggiungibili.
Il Congresso Ornitologico Internazionale dal suo canto ha dichiarato la specie estinta.